# Juillet 2007

## Actualités du mois

### Dimanche1erjuillet

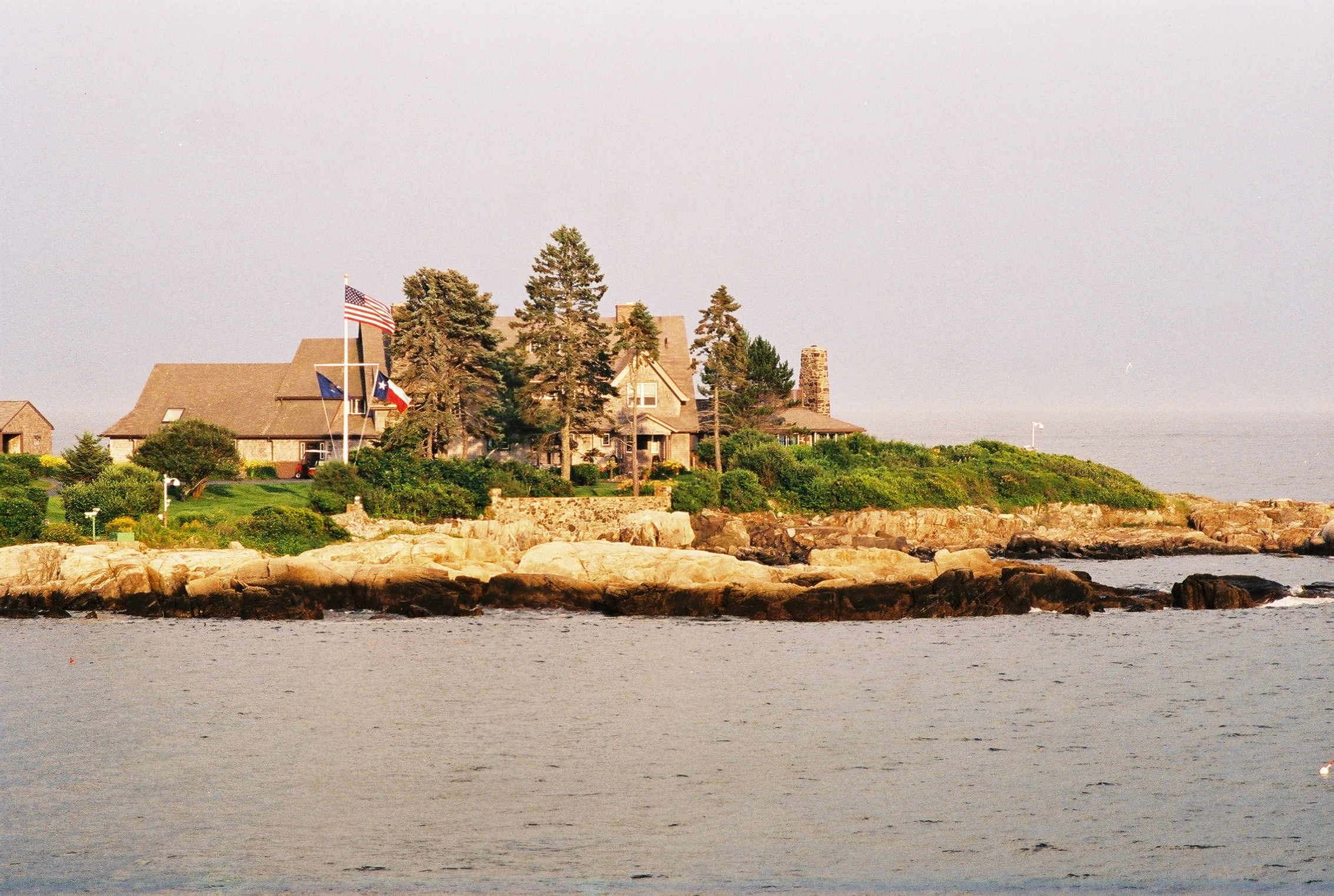
Résidence d'été de la famille Bush à Walker's point

- États-Unis : Visite du président Vladimir Poutine à la résidence familiale des Bush à Kennebunkport (Maine), cependant les entretiens confirment la persistance de désaccords.
- France : 
  - L'ouverture du marché de l'électricité aux particuliers, marque la fin du monopole de l'opérateur national Électricité de France.
  - Fermeture jusqu'à décembre 2009 du musée d'histoire naturelle - Guimet pour emménager le nouveau musée des Confluences.

### Mardi3 juillet

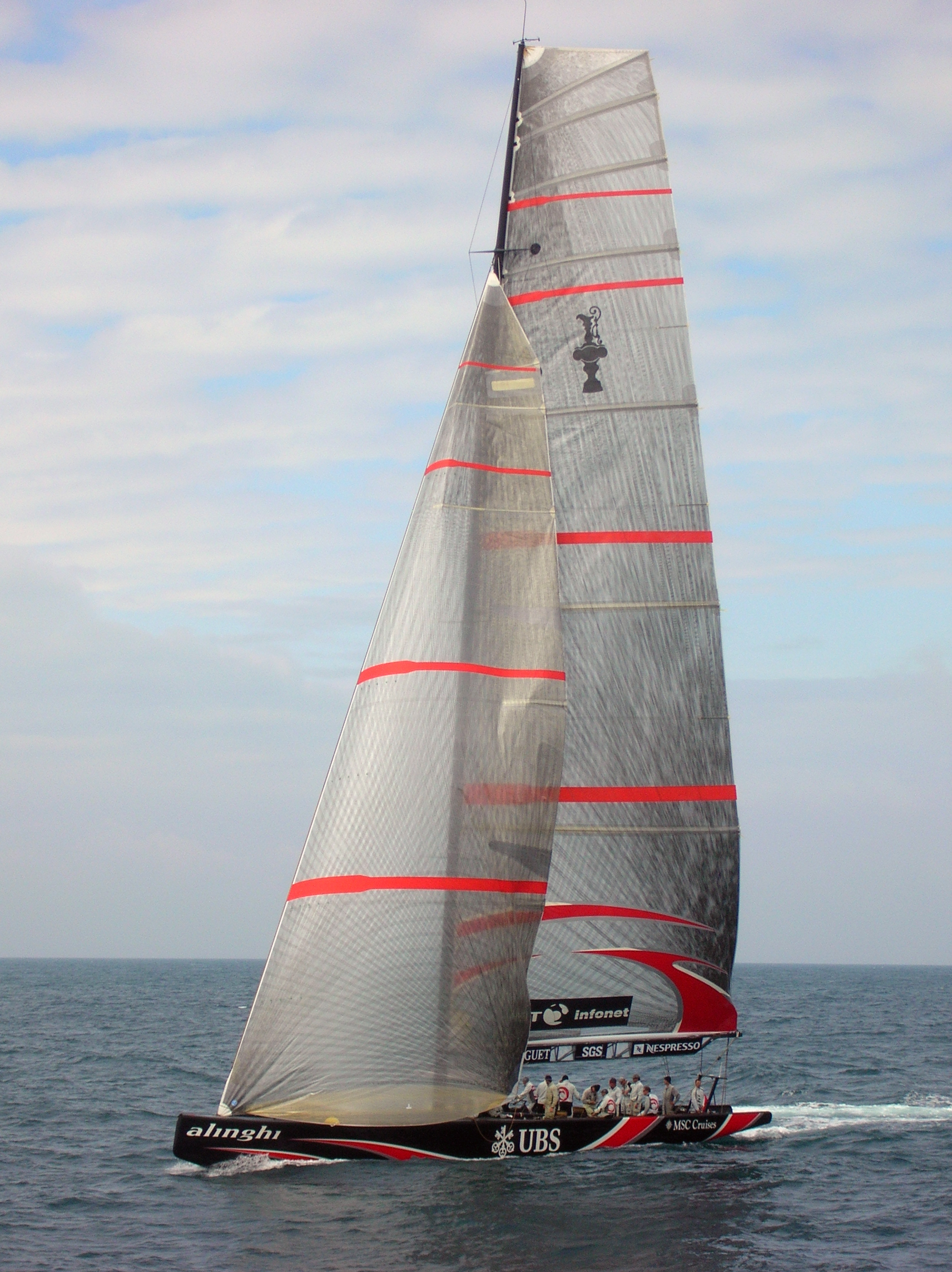
Alinghi

- Espagne : Le défi suisse Alinghi remporte la 32e Coupe de l'America en battant Emirates Team New Zealand 5-2.
- France : Mort de l'ex-première dame de France, Claude Pompidou (94 ans).

### Mercredi4 juillet
- Pakistan : Quelques centaines d'étudiants islamistes, retranchés dans la mosquée Rouge d'Islamabad, se rendent après résistance et la mort de seize d'entre eux.
- Palestine : Libération, grâce à l'entremise du Hamas, du correspondant de la BBC, Alan Johnston, qui avait été enlevé le 12 mars 2007 à Gaza par l'Armée de l'islam.
- Sport : Le Comité international olympique désigne la station balnéaire russe de Sotchi comme hôte des Jeux olympiques d'hiver, dont les épreuves de ski seront organisées à Krasnaïa Poliana en 2014.

### Samedi7 juillet

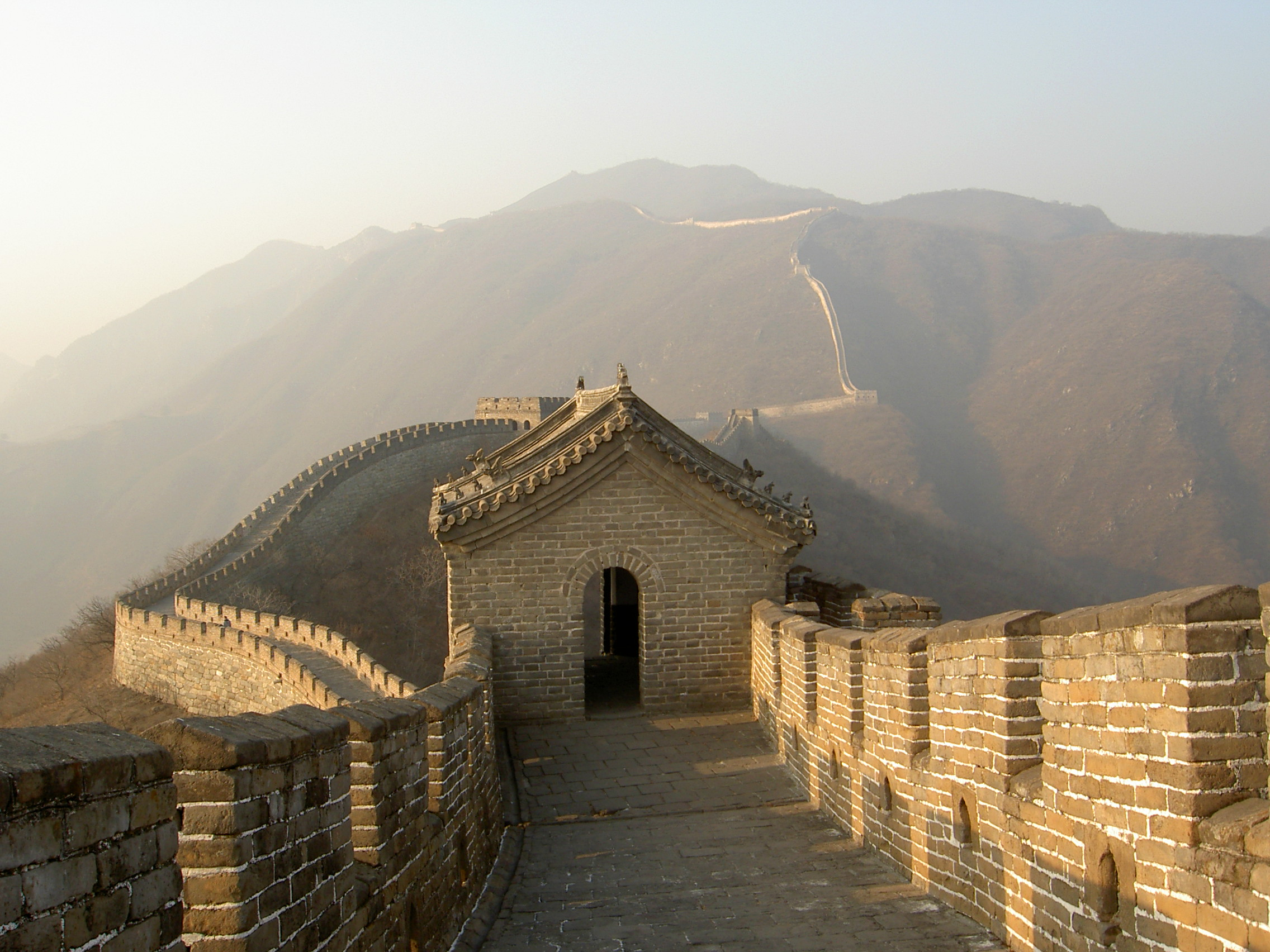
La Grande Muraille de Chine

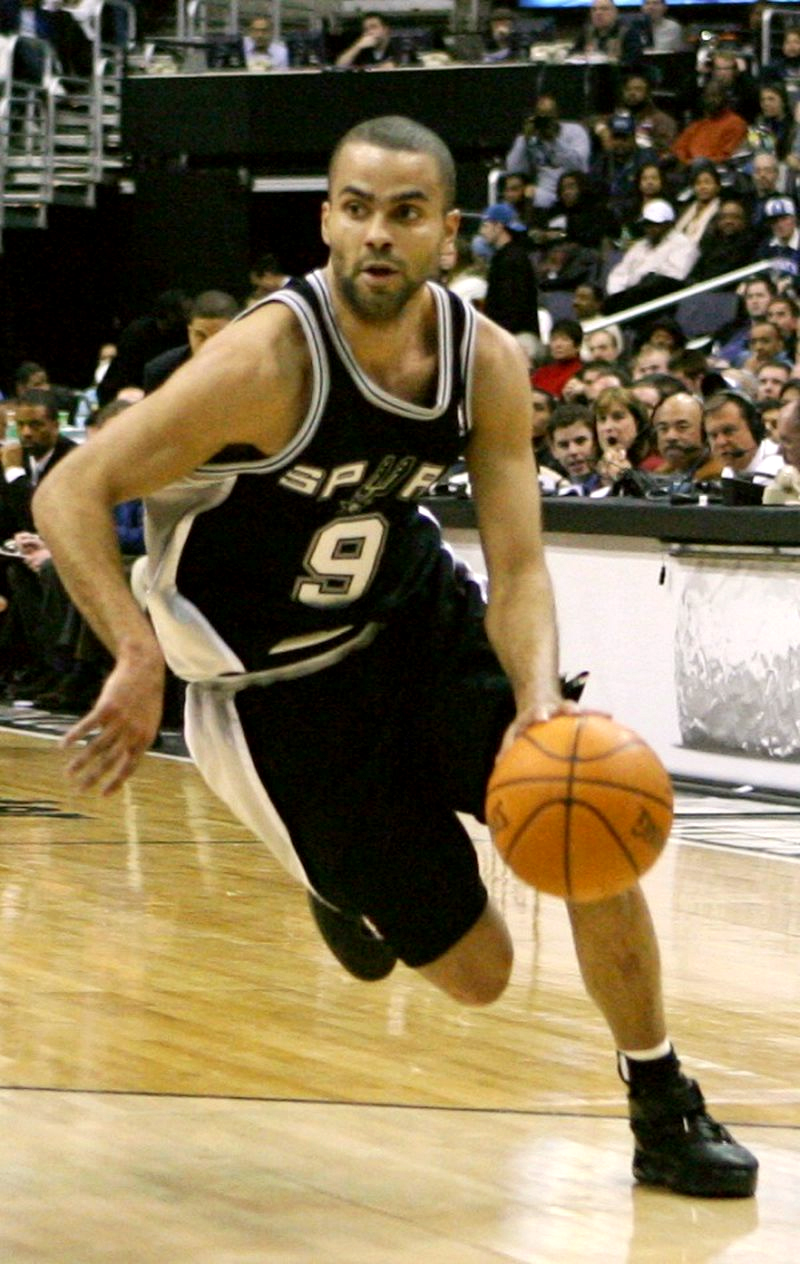
Tony Parker, sous le maillot des Spurs

- Internet : Publication du résultat du vote sur Internet pour désigner les sept nouvelles merveilles du monde, auquel ont pris part près de 100 millions d'internautes à travers le monde. L'organisation de ce scrutin a été critiquée par l'Unesco, qui considère que les nouvelles merveilles du monde sont les 831 sites répertoriés sur la liste du patrimoine mondial.
- Musique - Environnement : Live Earth, série de concerts simultanés à vocation écologique pour combattre la crise climatique (cat). Il s'agit, d'un concert donné simultanément dans plusieurs pays.
- Sports : 
  - Gymnastique : 13e Gymnaestrada mondiale à Dornbirn en Autriche, jusqu'au 14 juillet.
  - Tir : Championnats du Monde de sarbacane sportive.
  - Tour de France : Départ du Tour de France 2007 de Londres, où se dispute le prologue, remporté par le Suisse Fabian Cancellara (Team CSC), qui s'empare du premier maillot jaune.
- France : à Paris, le sportif français Tony Parker et l'actrice Eva Longoria se marient civilement.
- Vatican : Publication par le pape Benoît XVI du motu proprio Summorum Pontificum, accompagné (ce qui est inhabituel) d'une lettre pastorale adressée aux évêques, destiné à mettre fin au conflit avec les Catholiques traditionalistes. L'Église libéralise l'emploi de l'édition typique 1962 du missel romain (avec la forme de la messe en latin d'avant Vatican II) — à laquelle ceux-ci étaient très attachés — sans remettre en cause la liturgie issue de Vatican II, la messe de Vatican II restant la référence.

### Dimanche8 juillet

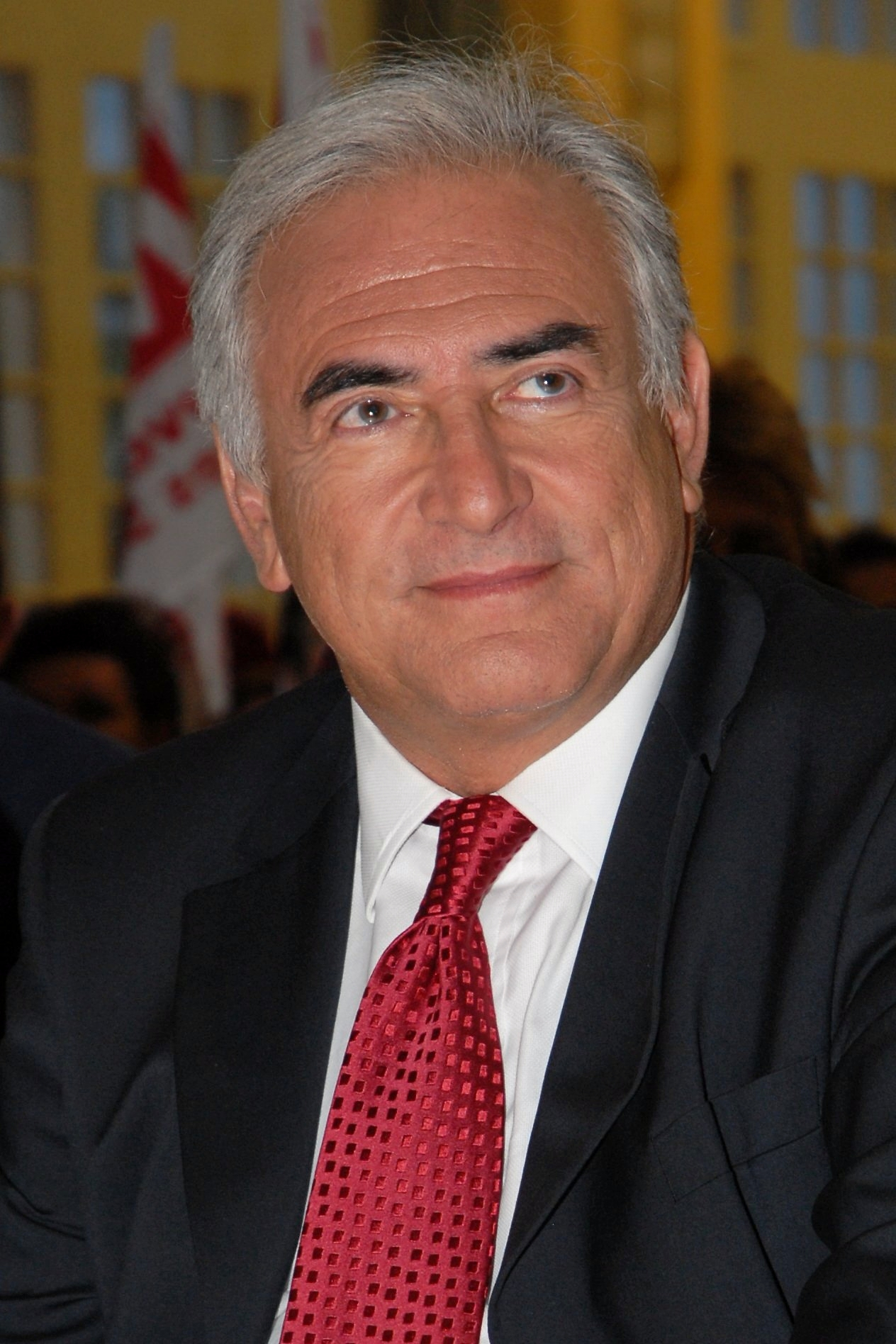
Dominique Strauss-Kahn

- Économie : Le Président Nicolas Sarkozy propose la candidature du socialiste Dominique Strauss-Kahn au poste de président du FMI.

### Mardi10 juillet
- Maghreb : Le Président Nicolas Sarkozy en visite à Alger, puis le lendemain à Tunis, propose un projet d'Union méditerranéenne.
- Pakistan : La Mosquée rouge d'Islamabad, où s'étaient retranchés depuis le 3 juillet des militants islamistes radicaux, auxquels s'étaient joints des membres d'Al-Qaïda, est prise d'assaut par l'armée pakistanaise. Le leader fondamentaliste Abdul Rashid Ghazi est tué pendant l'assaut.

### Jeudi12 juillet

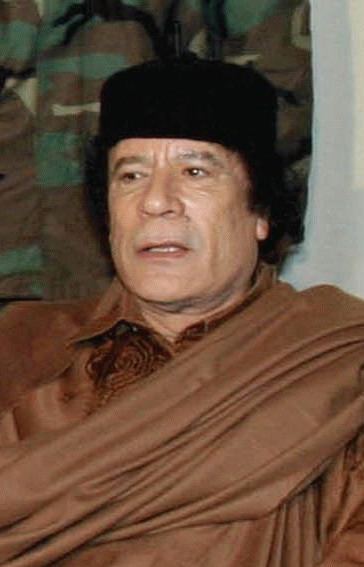
Colonel Kadhafi

- Libye : La première dame de France, Cécilia Sarkozy accompagnée du secrétaire général de l'Élysée, Claude Guéant, vient rencontrer le colonel Mouammar Kadhafi pour négocier la sauvegarde des six infirmières bulgares et du médecin palestinien, condamnés à mort.

### Vendredi13 juillet
- Finance : Le groupe Renault a atteint une somme d'action de 166,66 EUR € [1]

### Samedi14 juillet
- France : Des détachements militaires de toute l'Union européenne participent au défilé du 14 juillet sur les Champs-Élysées symbolisant la solidarité militaire des vingt-sept pays.
- Liban : Conférence des factions libanaises à La Celle-Saint-Cloud en France, jusqu'au 15 juillet.

### Dimanche15 juillet
- France :

Metéo : A Paris de forte chaleur , environ 33°C

### Lundi16 juillet

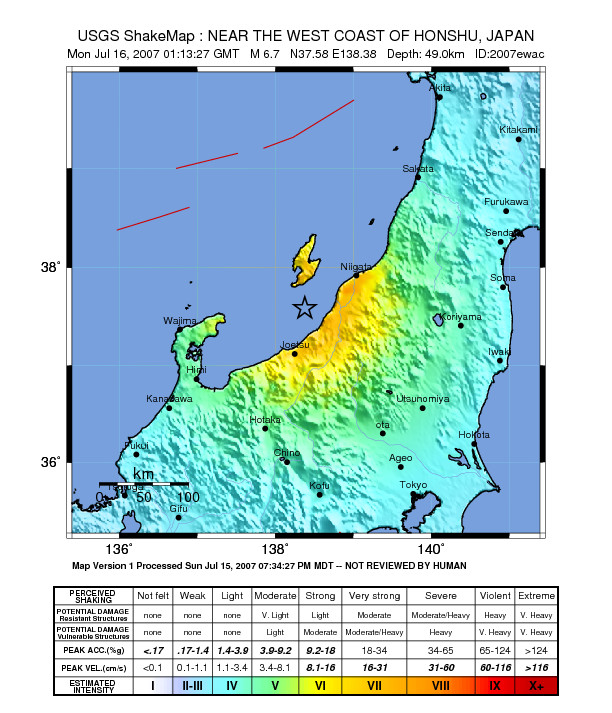
Localisation de l'épicentre.

- France : La chancelière allemande, Angela Merkel est en visite à Toulouse pour rencontrer le Président Sarkozy avec comme sujet principal, le remaniement à la tête d'EADS.
- Japon : Un tremblement de terre au Japon de magnitude 6,8 fait 11 morts, plus de mille blessés et provoque des incidents dans la centrale nucléaire de Kashiwazaki-Kariwa entraînant des fuites mineures de radioactivité et son arrêt d'urgence.
- Royaume-Uni - Russie : Refroidissement des rapports diplomatiques. Le Royaume-Uni expulse quatre diplomates russes en riposte au refus des Russes d'extrader Andréï Lugovic, considéré par la justice britannique comme le premier suspect dans l'affaire de l'empoisonnement d'Alexandre Litvinenko.

### Mardi17 juillet
- Brésil : Accident du vol TAM 3054 à Sao Paulo. 199 morts dont 12 au sol.
- Libye : Cécilia Sarkozy et Claude Guéant obtiennent la commutation de la condamnation à mort des six infirmières bulgares et du médecin palestinien en peines de prison à vie.

### Mercredi18 juillet
- France : 
  - Le Comité de réflexion sur la modernisation de la Ve République est installé officiellement. Il est président par Édouard Balladur et comprend douze membres dont Jack Lang.
  - Tour de France 2007 : Le coureur allemand Patrik Sinkewitz est exclu pour dopage.

### Jeudi19 juillet
- Afghanistan : 23 évangélistes sud-coréens sont enlevées par un groupe d'islamistes lié aux talibans.
- France : L'ancien président Jacques Chirac est entendu comme témoin assisté au sujet de l'affaire des emplois fictifs de la mairie de Paris. Il est interrogé par le juge Alain Philibeaux.

### Samedi21 juillet

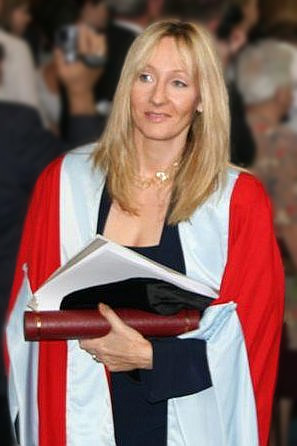
J. K. Rowling, auteur des « Harry Potter »

- Littérature : Sortie de la version anglaise de Harry Potter et les Reliques de la Mort, dernier tome de la série Harry Potter.
- Grande-Bretagne : Les pluies exceptionnelles que connaît le pays provoquent les plus importantes inondations depuis 1766.

### Dimanche22 juillet
- Libye : Deuxième visite de Cécilia Sarkozy et du conseiller Claude Guéant, accompagnés de la commissaire européenne aux Relations extérieures, Benita Ferrero-Waldner.
- Turquie : Lors des élections législatives anticipées, les islamistes de l'AKP remportent 341 sièges sur 550 avec 46,6 % des voix exprimées.

### Lundi23 juillet
- Afghanistan : Mort à Kaboul du roi Mohammad Zaher Shah (92 ans).
- France : Dans une interview au journal Le Monde, François Hollande, premier secrétaire du Parti socialiste, qualifie le style Sarkozy de « coup d'éclat permanent ».

### Mardi24 juillet
- Iran : Dans une interview donnée à cinq journalistes occidentaux, le ministre des Affaires étrangères, Manouchehr Mottaki ironise « Notre seul crime est de vouloir tenir debout sur nos propres jambes et être indépendants ».
- Libye : Les infirmières bulgares et le médecin palestinien sont libérés et rapatriés à Sofia (capitale de la Bulgarie) dans l'avion même du président de la République française. Une polémique franco-française débute au sujet des conditions politiques et diplomatiques de cette libération.
- Tour de France 2007 : Le coureur kazakh Alexandre Vinokourov, un des favoris, se retire.

### Mercredi25 juillet
- Afghanistan : Deux des vingt-trois otages enlevés le 19 juillet dernier sont exécutés pour l'exemple par leurs ravisseurs islamistes.
- Libye : Le Président Nicolas Sarkozy arrive en visite à Tripoli pour rencontrer le colonel Mouammar Kadhafi, jusqu'au 26 juillet. Il est reçu au Palais de Bab al-Azizia — une ancienne caserne convertie en camp bédouins — par un hôte paraissant fatigué et mal rasé. Cinq accords importants sont signés, dont une sur la défense et un autre sur les « applications pacifiques de l'énergie nucléaire », ce qui signifie que la France accepte de livrer une centrale nucléaire.
- Tour de France 2007 : Le coureur danois Michael Rasmussen, porteur du maillot jaune, est exclu pour dopage.

### Jeudi26 juillet

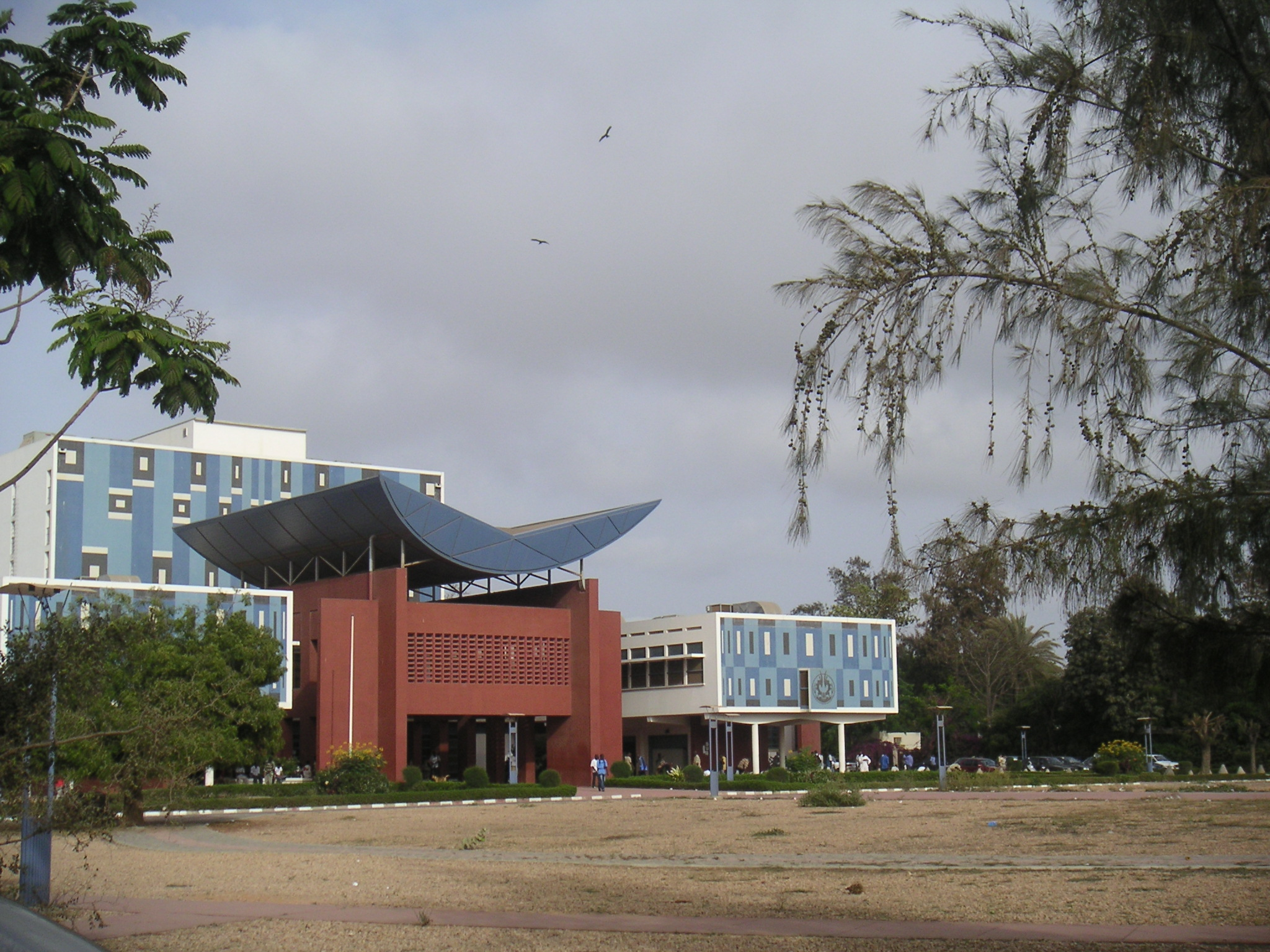
Bibliothèque de l'université Cheikh-Anta-Diop

- Sénégal : Visite du président Nicolas Sarkozy à Dakar où il se rend à l'université. Dans son discours il estime que « l'Afrique a sa part de responsabilité dans son malheur ». L'esclavage, la colonisation, les frontières arbitraires, l'égoïsme des grandes puissances et l'injustice des rapports économiques ne sauraient, indéfiniment et un demi-siècle après les indépendances, excuser les problèmes du continent qui pourtant est très riche en ressources et en hommes, mais est ravagé par la corruption, l'incompétence des élites, les guerres et les massacres interethniques et politiques. Semblant décontenancés, les journalistes français mettront plusieurs semaines à réagir.

### Vendredi27 juillet
- France : 
  - Dans le cadre de l'affaire Clearstream, l'ancien premier ministre Dominique de Villepin est mis en examen assortie d'un contrôle judiciaire avec interdiction de rencontrer Jacques Chirac et versement d'une caution de 200 000 euros.
  - Mort du journaliste Roland Gaucher (88 ans), ancien grand reporter à l'hebdomadaire Minute entre 1965 et 1984, puis directeur de l'hebdomadaire National-Hebdo entre 1984 et 1993.
- Gabon : Visite du Président Nicolas Sarkozy à Libreville où il rencontre le Président Omar Bongo.
  - Sortie des premiers jeux pokémon sur nintendo DS en europe ainsi qu'en France : Pokémon Diamant et Perle.

### Samedi28 juillet
- Liban : Visite à Beyrouth du ministre français des Affaires étrangères, Bernard Kouchner.

### Dimanche29 juillet
- France :

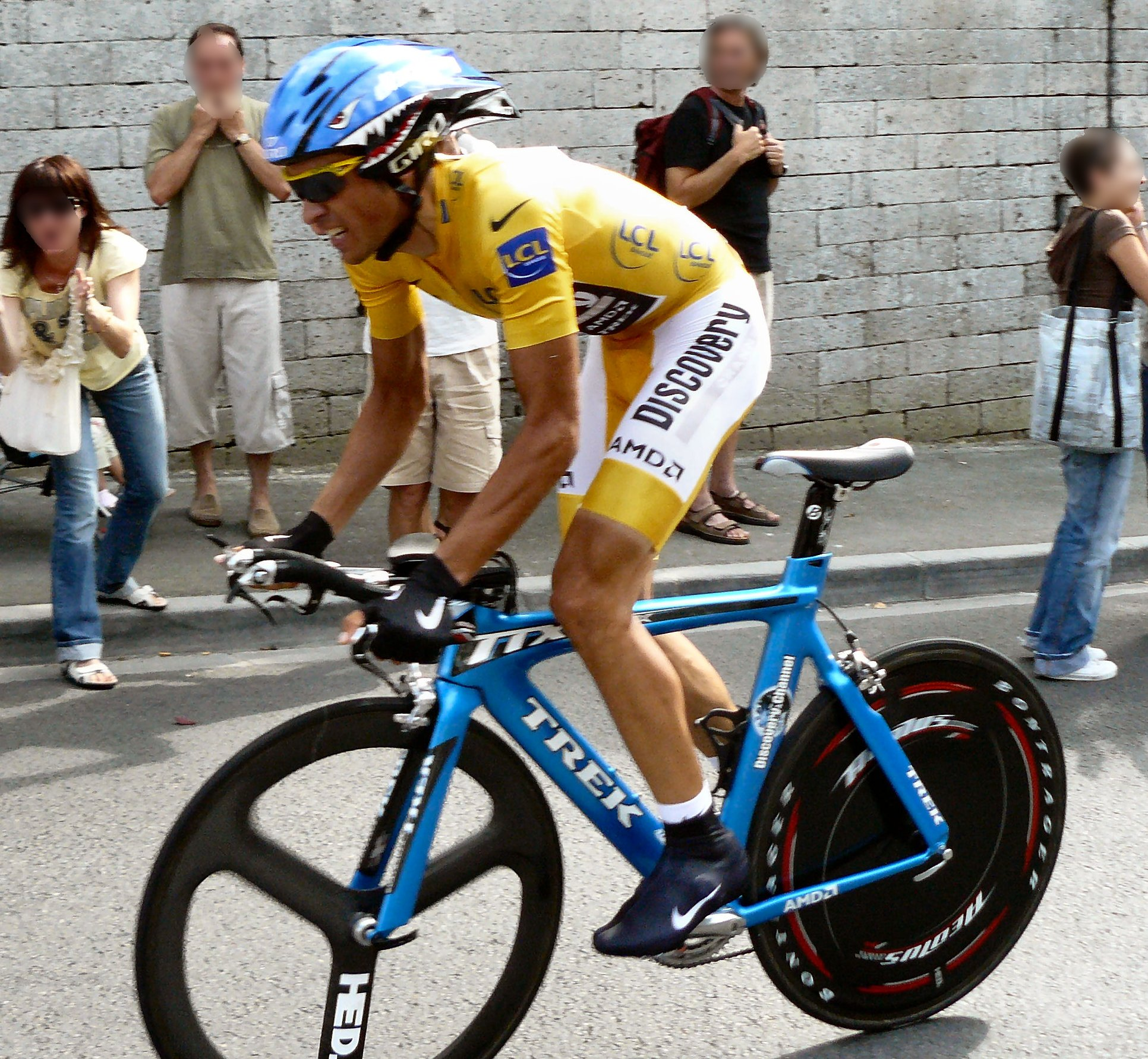
Le maillot jaune Alberto Contador

  - Mort de Michel Serrault (79 ans) à Honfleur. Grand acteur français, il fut l'inoubliable « Zaza » dans La Cage aux folles.
  - Tour de France 2007 : Le coureur espagnol Alberto Contador remporte la victoire sur les Champs Élysées. Cette édition de la « Grande Boucle »a été marquée par la découverte de nombreux cas de dopage ayant entraîné l'élimination de plusieurs coureurs.
- Indonésie : À Djakarta, la finale de la 14e coupe de football d'Asie est remportée par l'équipe d'Irak.

### Lundi30 juillet

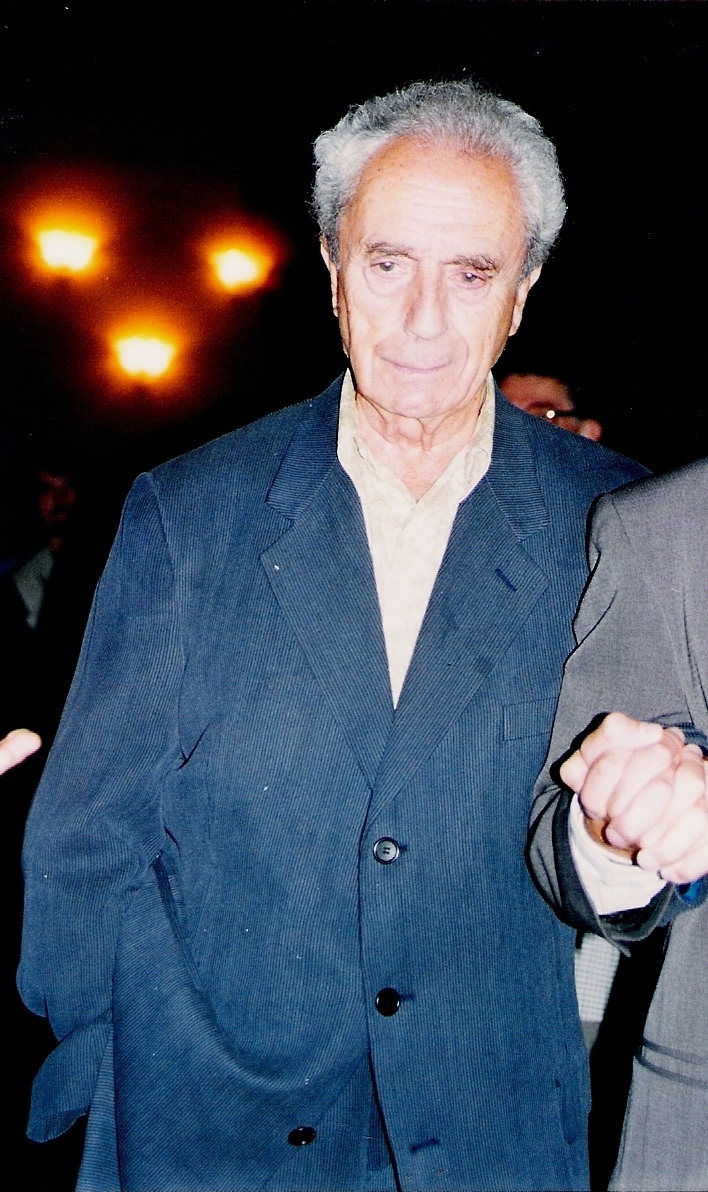
Michelangelo Antonioni

- France : Lors de l'hommage rendu à deux soldats français tués en Afghanistan et au Liban, le Président Nicolas Sarkozy affirme l'importance des engagements extérieurs : « Quand nos valeurs sont menacées, c'est notre sécurité qui s'en trouve affaiblie ».
- Italie : Mort du cinéaste Michelangelo Antonioni (94 ans).
- Suède : Mort du cinéaste Ingmar Bergman (89 ans) dans sa propriété de l'île de Fårö en mer Baltique.

### Mardi31 juillet
- Nations unies : Le Conseil de sécurité vote la résolution 1769 autorisant le déploiement au Darfour d'une nouvelle mission internationale de 25 000 soldats, la Minuad (Mission des Nations unies et de l'Union africaine au Darfour, pour remplacer d'ici fin décembre les 7 000 soldats de l'Amis, la Mission de l'Ubion africaine au Soudan.
- Pays du Golfe : En visite à Charm el-Cheikh (Égypte), la Secrétaire d'État, Condoleezza Rice, propose aux pays du Golfe de leur vendre pour 20 milliards de dollars d'armements pour leur permettre de « contrer les influences négatives d'Al-Qaïda, du Hezbollah, de la Syrie et de l'Iran ». Le gouvernement iranien dénonce un « projet pyromane ».

## Thématique

### Décès
- 19 juillet : Alanah Woody, anthropologue américaine  (° 24 mars 1956)